# Nikołaj Niszczenko
Nikołaj Władimirowicz Niszczenko, ros. Николай Владимирович Нищенко (ur. 19 stycznia 1959 w Ułan Ude, zm. 2 września 1993 w Heerenveen) – rosyjski żużlowiec, specjalizujący się w wyścigach na lodzie.
Dwukrotny medalista indywidualnych mistrzostw świata: złoty (1989) oraz srebrny (1990). Trzykrotny złoty medalista drużynowych mistrzostw świata (1989, 1990, 1991). 
Trzykrotny medalista indywidualnych mistrzostw Związku Radzieckiego: dwukrotnie zloty (1988, 1990) oraz srebrny (1989). Złoty medalista indywidualnych mistrzostw Rosji (1988).
Zginął we wrześniu 1993 r. na lodowym torze zbudowanym na stadionie Thialf w Heerenveen, podczas pokazów z okazji wystawy.